# 니콜라 블라시치
니콜라 블라시치(크로아티아어: Nikola Vlašić, 1997년 10월 4일 ~ )는 크로아티아의 축구 선수로 현재 이탈리아 세리에 A의 토리노 FC에서 공격형 미드필더로 활약 중이며 크로아티아 여자 높이뛰기 국가대표 선수이자 올림픽 메달리스트인 블란카 블라시치의 남동생이기도 하다.

## 수상

### 클럽
하이두크 스플리트
- 프르바 HNL : 3위 (2014-15, 2015-16, 2016-17)
- 크로아티아컵 : 4강 (2014-15, 2015-16)

 CSKA 모스크바
- 러시아 프리미어리그 : 4위 (2018-19, 2019-20)
- 러시아 컵 : 4강 (2020-21)

 웨스트햄 유나이티드
- UEFA 유로파리그 : 4강 (2021-22)

### 개인
- 러시아 프리미어리그 이달의 선수 : 2018년 9월, 2018년 12월, 2020년 7월
- 스포트 익스프레스, 러시아 축구 연합 선정 러시아 프리미어리그 올해의 선수 : 2020